# 特斯拉Model X
特斯拉Model X（英語：Tesla Model X，簡稱X型）是一款由美国特斯拉汽車公司开发的高性能电动运动型多用途车（SUV），于2015年9月上市。Model X為該公司車身尺寸最大的乘用車，鹰翼门是此款车的最大特色之一，后侧门能以向上延展方式掀开，同时侦测侧边及上方的障碍物避免碰撞，达到即便在狭窄的空间范围仍可轻松进出。2020年，X型成為新的NASA、SpaceX太空人運送車，取代Astrovan露營車。 為休旅車0到100加速最強

## 车型设计

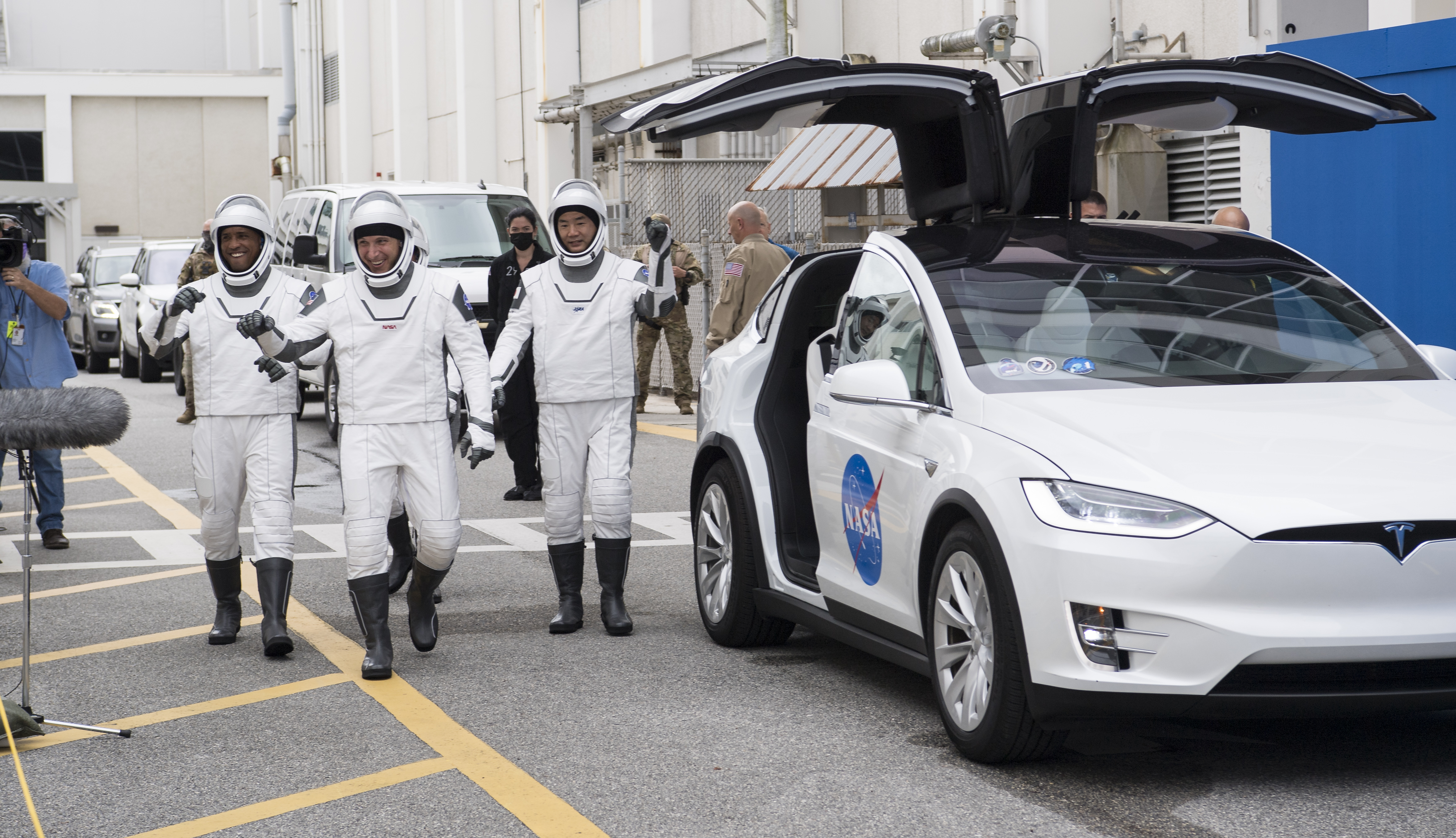
SpaceX載人1號太空人的運送車

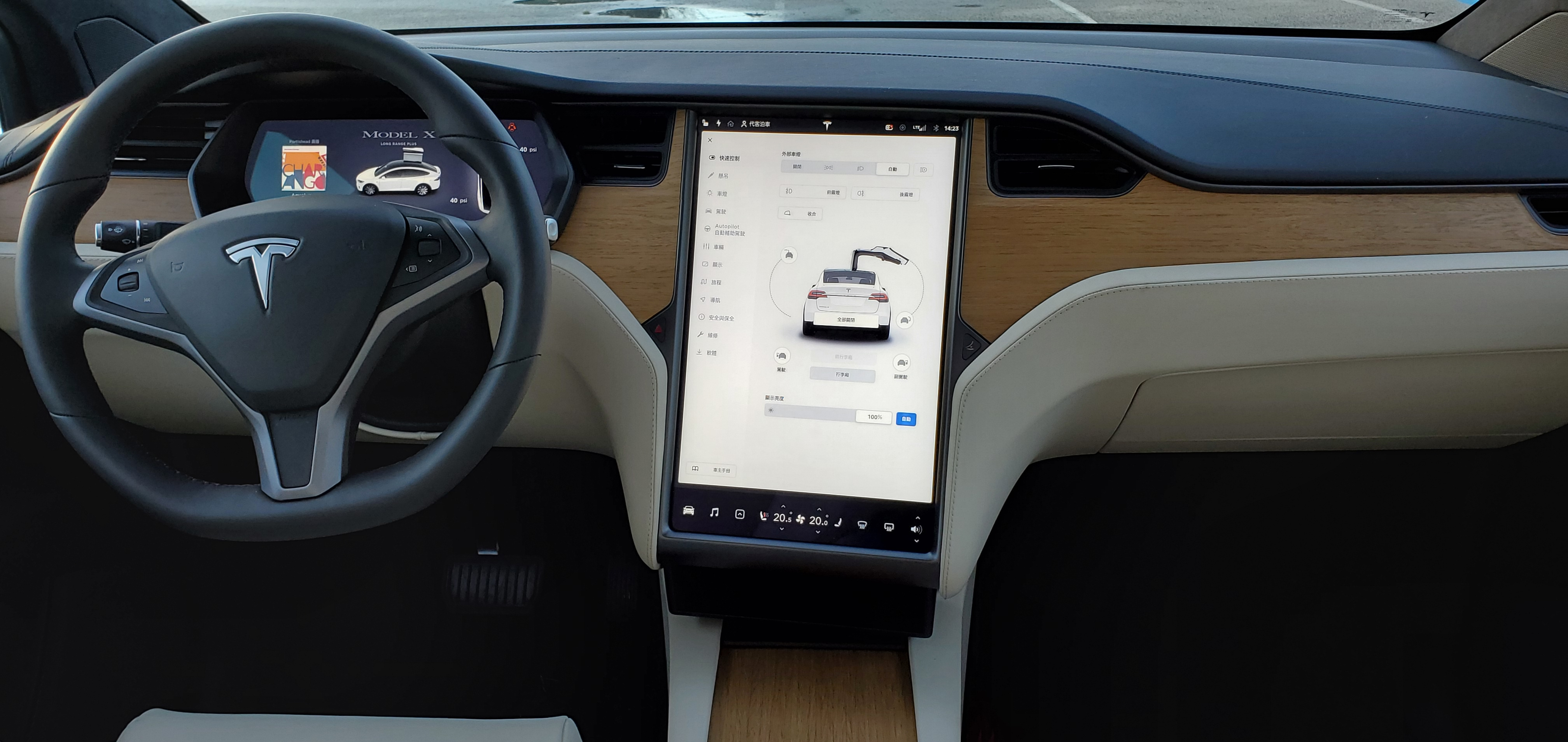
2020年款Model X的橡木飾版內裝

根据特斯拉公司的行政總裁艾伦·马斯克的说法，如果是在正面或侧面发生碰撞，Model X为同类中最安全的车型。在翻车测试中的结果也显示，Model X的安全性也比其他类似的SUV高出两倍以上。而该车的防撞系统拥有一个自动紧急制动系统及一个可以紧急控制车辆进行转向的侧向超声波检测。其他设计还包括一个全景挡风玻璃加天窗、鹰翼式车门及一个可以选择芯片的标配自动驾驶仪。 
Model X是目前特斯拉最大載物空間的轎車車款，載物量高達2577公升。內裝配置有可折疊的三排座位選擇，可容納7名成人，並有車輛前後的行李放置空間。該車型的方向盤和每個座椅皆設有加熱裝置，而前座在2021年新增通風座椅功能。
跟特斯拉Model S一樣，在駕駛座設有一個位於方向盤後面的顯示器，一個17吋的中央觸控螢幕，也有一個8吋的後座觸控螢幕。其中央觸控螢幕可操作空調、倒車鏡頭、自動車門、空氣懸架高度、雨刷噴嘴加熱除霜和網頁瀏覽器等其它功能。2021年新增的後座觸控螢幕可供後座乘客操控空調、玩電子遊戲等其它功能。
| 規格          | 75D     | 100D    | Long Range Plus | Base    | Plaid   |
| ------------- | ------- | ------- | --------------- | ------- | ------- |
| 型式年份      | 2016    | 2018    | 2020            | 2021    | 2021    |
| EPA續航力     | 383公里 | 475公里 | 597公里         | 565公里 | 536公里 |
| 0-100km/h加速 | 6.2秒   | 4.9秒   | 4.6秒           | 3.9秒   | 2.6秒   |
| 驅動馬達      | 雙組    | 雙組    | 雙組            | 雙組    | 三組    |

## 得獎
- 美國《CNN Business》2015年最佳豪華運動休旅車。[5]
- 德國《週日畫報（英语：Bild am Sonntag）和汽車畫報（英语：Auto Bild）》2016年金舵獎（英语：Das Goldene Lenkrad）。[6]
- 美國《彭博社》2016年最佳豪華車。[7]
- 美國《富比士》2017年度最佳車。[8]
- 美國《美國汽車協會》2018年最佳綠色車。[9]
- 英國《金氏世界紀錄》世界上拖曳最重的量產電動車。[10]
- 英國《What Car（英语：What Car?）》2021年最佳大家庭大型電動車。[11]

## 召回
- 2016年，特斯拉因第三排座椅的鎖定鏈故障風險問題，在美國召回2,700輛2016年3月前生產的X型。[12]
- 2017年，特斯拉因手煞車系統失效風險問題，在全球召回53,000輛2016年10月前生產的S型和X型。[13]
- 2020年，特斯拉因方向盤失效風險問題，在北美召回15,000輛2016年10月前生產的X型。[14]
- 2020年，特斯拉因前懸架後連杆球頭螺栓受衝擊後產生裂紋和斷裂風險問題，在中國大陆召回29,000輛2017年8月前進口的S型和X型。[15]
- 2020年，特斯拉因車頂裝飾板黏接不當風險問題，在美國召回9,100輛2016年8月前生產的X型。[16]
- 2021年，特斯拉因觸控式面板故障風險問題，在美國召回135,000輛2018年4月前生產的S型和X型。[17]
- 2021年，特斯拉因懸吊系統損壞風險問題，在臺灣召回2017年3月至2017年6月間生產的X型。[18]
- 2021年，特斯拉因安全氣囊破裂風險問題，在美國召回7,600輛2021年間生產的S型和X型。[19]